# 歌詩達大西洋號
歌詩達大西洋號（英語：Costa Atlantica）是由中船嘉年华擁有和經營的精神級郵輪，由赫爾辛基新造船廠於2000年建造。船籍港為義大利熱內亞。
歌詩達大西洋號的每個乘客甲板都是由意大利導演费德里柯·费里尼的電影作品命名的。 船上裝飾有卡拉拉大理石，穆拉諾玻璃裝飾和馬賽克瓷磚。 船上還復制了威尼斯著名的弗洛里安咖啡館 (Caffè Florian)。
2020年1月11日，歌詩達郵輪船隊將歌詩達大西洋號交付給中国船舶集团所属中船邮轮科技发展有限公司与嘉年华集团于2018年合资成立的公司中船嘉年华邮轮有限公司運營，但最终并没有投入运营，2023年10月26日由原嘉年華集團再次出售转让，新买家将其用于海上玛格丽特维尔品牌航线中，新船名为“Margaritaville at Sea Islander”。
2020年1月29日停泊日本長崎港以補給物資，之後移泊至三菱重工長崎造船廠香燒工場進行維修。同年4月20日首次驗出船員感染2019冠狀病毒病，截至4月25日，已有150名船員確診。5月31日，郵輪完成維修駛離長崎港，除少數船員仍住院治療，其他船員均檢驗為陰性。有船員上傳影片感謝日本長崎各界在疫情期間的協助與加油鼓舞。
| #   | 甲板名稱                    | 備註                                                                          |
| --- | --------------------------- | ----------------------------------------------------------------------------- |
| A.  | A                           | 最低的甲板，僅限船員進入                                                      |
| 1.  | Luci Del Varietà            | 僅限客艙                                                                      |
| 2.  | La Dolce Vita               | 前台，遊覽票票務台，賭場，休息室，但丁Disco                                   |
| 3.  | La strada                   | 外甲板，圖書館，船上商店，教堂，拱廊，劇院， 弗洛里安咖啡館 (Caffè Florian)， |
| 4.  | 羅馬                        |                                                                               |
| 5.  | I Clowns                    |                                                                               |
| 6.  | Amarcord                    |                                                                               |
| 7.  | Intervista                  |                                                                               |
| 8.  | 8½                          |                                                                               |
| 9.  | Ginger & Fred               | 健身中心，Lido甲板(泳池)                                                      |
| 10. | 航行                        | 最高的內部甲板                                                                |
| 11. | 月之聲 (La Voce Della Luna) | 外部甲板和最高甲板                                                            |

## 外部連結
- Official website （页面存档备份，存于）
- Video Clip of Costa Atlantica （页面存档备份，存于）
- 维基共享资源上的相關多媒體資源：Costa Atlantica